# زيستابوني
زيستابوني (باللغة الجورجية: ზესტაფონი) هي مدينة تقع في مقاطعة زيستافوني في غرب جورجيا، تعتبر من المدن القديمة في جورجيا، حيث كانت جزء من محافظة إيميريتي وكانت أيضاً جزء من كولخيس، يبلغ عدد سكان هذه المدينة حالياً 20,814 نسمة.

## مدن شقيقة
- توراج، ليتوانيا
- كریات بیالیك، إسرائيل
- زاباروجيا، أوكرانيا
- إيلفا، إستونيا

## أعلام
- فيتالي داراسيليا
- بوريس أكونين